# Цілинна балка (Гуляйпільське лісництво, квартал 3)
Цілинна балка — ландшафтний заказник місцевого значення. Об'єкт розташований на території Гуляйпільського району Запорізької області, в межах земель Гуляйпільського лісництва, квартал 3, виділи 2, 4—10, 12.
Площа — 21,8 га, статус отриманий у 1998 році.
Охороняється ділянка цілинної рослинності на березі ставків.